# Импровизаторы (телешоу)
«Импровиза́торы» (бывш. «Импровиза́ция») — российское еженедельное телевизионное шоу, построено на импровизационных играх, которые артисты разыгрывают без подготовки, основываясь только на тех данных, которые они получают от ведущего или гостей программы.
Передача выходила с 5 февраля 2016 по 6 апреля 2023 года на телеканале ТНТ. С 16 марта 2023 года шоу выходит на телеканале СТС.
8 июня 2025 года, участники шоу появились в качестве гостей на вечернем шоу бывшего ведущего, Павла Воли, «Шоу Воли».

## История
Инициатором создания шоу выступил продюсер Comedy Club Production Вячеслав Дусмухаметов. Он пригласил часть воронежской группы «Спорный вопрос», присоединил к ней актёров Санкт-Петербургского театра импровизации «Сра3у», и в этом составе началась работа по созданию нового проекта.
Создатели уточняли формат шоу три года — с момента первой встречи актёров до первого телеэфира. За это время комики научились играть более тридцати форматов импровизационных игр, которые тестировали на технических вечеринках с разной аудиторией.
В 2013, 2014 и 2015 годах были отсняты три версии пилотного выпуска проекта с рабочим названием «Шоу импровизаций». В первом варианте пилота приглашённая звезда (Ольга Бузова) участвовала с начала выпуска; второй пилот был построен на обыгрывании актуальных на момент эфира новостей и событий (его гостем стал Павел Воля); в третьем пилоте звездой была Ирина Чеснокова. Первый и второй пилотные выпуски провёл Руслан Белый, третий пилот вёл креативный продюсер Стас Шеминов. Планировалось, что шоу выйдет не на ТНТ, а в интернете, но после съёмок первой программы с хореографом Мигелем канал предложил выпускать проект в телеэфире. Видео всех трёх выпусков доступно на YouTube в формате «реакции» актёров и участников шоу — «просмотры пилотов» выкладывались в годовщину премьеры проекта в 2021, 2022 и 2023 годах.

### Смены каналов

#### Закрытие на ТНТ
Летом 2022 года (предположительно в августе) съёмки шоу были перенесены на неопределённый срок. В интервью Карену Адамяну комики рассказали, что за несколько дней до записи очередного пула выпусков администраторам сказали не покупать билеты из Санкт-Петербурга до Москвы для Арсения Попова.
27 октября проект Baza со ссылкой на свои источники сообщил, что съёмки нескольких шоу ТНТ — «Импровизация», «Импровизация. Команды», «Где логика?» и «Двое на миллион» — приостановлены. По версии источников, после прихода на канал директора Тины Канделаки ТНТ решил «выпускать больше сериалов».
5 декабря участники шоу записали видеоролик, в котором объявили о его закрытии. 7 декабря ТНТ и Тина Канделаки объявили в соцсетях, что шоу вернётся в эфир, если на рутьюб-канале «Импровизации» до конца 2022 года наберётся 1 миллион подписчиков (на тот день их было 140 тысяч). На следующий день в телеграм-каналах шоу и всех актёров был опубликован кадр из заставки программы с подписью «ТНТ, пока!».

#### Переход на СТС
В конце января 2023 года комики начали готовить новую версию шоу для канала СТС. С этого момента проект не использует название «Импровизация»: изменились адреса официальных страниц в соцсетях, группа технических вечеринок стала называться «Шоу, у которого нет сценария».
До начала февраля рабочим названием проекта было «Всегда говори да» (отсылка к переводу одного из принципов импровизационной комедии — поддержке и развитию предложений других актёров), затем шоу получило название «Импровизаторы» (до выхода на СТС под таким названием вышли ролик и концерт к семилетней годовщине проекта).
Публично о переходе шоу стало известно в середине февраля, когда об этом во время своего стрима сообщил Егор Крид. 20 февраля началась запись на съёмки выпусков, а в первый день съёмок, 22 февраля, был назван первый гость-участник съёмок — Дима Масленников.
Формат шоу по сравнению с ТНТ изменился — по оценкам создателей, он стал «взрослее». В программе больше нет постоянного ведущего — его роль выполняют сами комики и их звёздные гости, которые задают конкретные условия импровизации. Больше не используются экстремальные игры и специальные декорации. У уже существующих игр частично изменены правила и названия.
Премьера новой версии шоу состоялась 16 марта 2023 года в 20:00. Производством проекта занимается студия «NORM Production», основанная в этом же году бывшим креативным продюсером ТНТ Вячеславом Дусмухаметовым (она также выпускает для СТС и другие экс-проекты ТНТ). Первый выпуск «Импровизаторов», по данным Mediascope, прошёл с рейтингом 1,2% и долей 6,2% в аудитории «18-54», заняв четвёртое место среди всех юмористических программ, вышедших на этой неделе; доля выпуска была сравнима со средней долей СТС за неделю (6,5 %).
Первые выпуски «Импровизаторов» выходили по четвергам в рамках линейки развлекательных шоу в 20:00, включающей проекты «Суперниндзя», «Большой побег» и «На выход!». В апреле 2023 года после показа нескольких выпусков программа переместилась в ночной эфир пятницы в промежутке 00:00-00:30, выходя сразу после окончания другого шоу бывших коллег из ТНТ — «Битва каверов», которое также переместилось в позднее время (в 22:30 вместо 21:00).
Креативный продюсер Станислав Шеминов объяснял перенос первого сезона в ночной эфир наличием лексики, близкой к бранной: «многое [...] приходится просто вырезать, потому что в 20:00 нельзя [...] Из-за этого программа стала терять многие крутые и смешные моменты, что никому не нужно. Когда мы снимали, временной слот не был до конца понятен».
Выпуски первого сезона «Импровизаторов» часто выходили в тренды YouTube и стабильно набирали по миллиону просмотров за день. Несмотря на это, в апреле анонимные источники писали, что шоу «может быть окончательно закрыто» из-за низких рейтингов в эфире и «нежелания» участников программы «следить за языком и возрастными ограничениями».
В день финала первого сезона, 2 июня 2023 года, СТС в соцсетях подтвердил, что «Импровизаторы» продлены на второй сезон. Его премьера состоялась в пятницу, 15 сентября 2023 года в 23:00. Большинство звёздных гостей сезона связаны с каналом СТС и не участвовали в шоу раньше.
26 октября 2024 года на сайте ctc.ru и на YouTube-канале СТС состоялась премьера четвёртого сезона шоу. Новые выпуски этого сезона выходили еженедельно по субботам, вплоть до 21 декабря. Это первый случай в современной истории, когда премьеры новых сезонов шоу выходят за пределами телевидения. Причиной такого решения стали низкие рейтинги телесмотрения, а также коммерческие неудачи прошлого съёмочного пула. Однако, не смотря на это, на 10 ноября состоялась телепремьера первого выпуска четвёртого сезона шоу, сразу после "Шоу из шоу" от самих импровизаторов.

#### Временное возвращение на ТНТ
20 мая 2025 года в своём TikTok-аккаунте Павел Воля опубликовал видео, в котором он зло смотрел на Импровизаторов, под цитату Таноса из фильма «Мстители: Финал». Также, из описания этого видео стало известно, что 8 июня  Импровизаторы вернутся на ТНТ в качестве гостей в «Шоу Воли».
8 июня 2025 года в эфире телеканала ТНТ состоялся специальный выпуск «Шоу Воли», который был полностью посвящён Импровизаторам. После выхода выпуска в сети сразу пошли слухи о возможном возвращении «Импровизации» на телеканал ТНТ.

## Спин-оффы
- Помимо шоу «Импровизация/Импровизаторы», его творческая группа выпускает другие проекты — игровые шоу «Громкий вопрос» и «Контакты». Они выходят на видеохостинге «VK Видео» в официальном сообществе «Импроком». В июле 2023 года там же состоялась премьера тревел-шоу «Чё делаем? Куда идём?» (сокращённо — «ЧДКИ») с участниками шоу «Импровизаторы». В нём участники посещают необычные локации по всей России. В выпусках к ним присоединяются местные блогеры, авторы и фотографы. Так же, Антон Шастун и его напарник- Дмитрий Позов снимаются в шоу "Неигры",где каждый из них приглашают гостя и проходят испытание,после чего,один из гостей получает наказание которое они придумали вместе с напарником в начале выпуска[31].
- В октябре 2023 года прошли съёмки пилотного выпуска нового проекта от создателей шоу «Импровизаторы» под названием «Шоу из шоу». Ведущими стали Антон Шастун и Арсений Попов. Особенностью данного формата заключалась в пародиях на различные телешоу (в основном — викторины). Среди игр в этом проекте можно заметить отсылки к неудавшимся игровым проектам СТС «Сильное звено» (пародия на аналог «Слабого звена» «На выход!»), «Детям не понять» (пародия на аналог «Устами младенца» «Взрослым не понять» с Шастуном), а также отвлеченные форматы «Танцевальное бинго», «Стыдно не знать», «Трудности перепева» и «ТТК»[32]. Премьера шоу состоялась 10 ноября 2024 года[33].

## Формат
Главное отличие шоу от других юмористических передач — отсутствие сценария: его заменяют правила импровизационных игр и задания, которые придумывает авторская группа проекта или приглашённый гость. В играх принимает участие от двух до четверых артистов. Все импровизации снимаются с одного дубля и не переигрываются: запись приостанавливается только по техническим причинам.
Ближайший аналог «Импровизации/Импровизаторов» — британское шоу «Whose Line Is It Anyway?», позже адаптированное в США и других странах (официальной попыткой адаптации формата в России стало «Шоу ни бе ни ме нехило» с участием актёров «Квартета И», закрывшееся после четырёх выпусков). Так как оба проекта основаны на традиционных и авторских импровизационных играх «короткой формы». Участники проекта признают, что шоу вдохновлено другими проектами и учитывает их опыт, но отличается от аналогов: большая часть игр придумана в России (например, экстремальные «Шокеры» и «Мышеловки» времён ТНТ), кроме того, в шоу появились приглашённые звёзды, которые подсказывают задания вместо зрителей в зале.

### Импровизация
В каждом выпуске принимают участие 4 актёра-импровизатора, ведущий и приглашённая звезда (или звёзды). Ведущий находится слева за столом большой сценической площадки, приглашённая звезда (звёзды) сидит рядом с ним. На столе расположены три кнопки, которыми ведущий и гость реагируют на действие на сцене: красная, зелёная (отрицательная и положительная реакции) и белая кнопка (сигнал остановки игры; позже убрана).
Актёры находятся в задней части сцены на пуфах и выходят на сцену только во время импровизаций. Исполнители, которые не участвуют в игре, остаются на своих местах. Также на сцене есть специально спрятанные декорации, которые появляются в момент некоторых импровизаций.
Каждая серия состоит из 5 импровизационных игр. Большую часть выпуска в импровизациях принимают участие приглашённые звёзды; в поздних сезонах ведущий вместе с ними придумывает конкретные задания на игры.
В конце каждого выпуска ведущий и актёры прощаются со зрителями в импровизационных образах, заданных ведущим.

### Импровизаторы
В каждом выпуске принимают участие 4 актёра-импровизатора и приглашённая звезда. Актёры находятся слева от сцены на диване, приглашённый гость сидит в кресле слева от дивана. Рядом с ним стоит журнальный столик с настольным звонком, с помощью которого гость может реагировать на действие на сцене (перед съёмками первого сезона был изготовлен вариант столика с двумя парами кнопок реакции, который не использовался, во втором сезоне в отдельных играх используется столик с одной парой кнопок).
Актёры сидят на диване и выходят на сцену только во время импровизаций. Исполнители, которые не участвуют в игре, остаются на своих местах. Вместо декораций в отдельных играх используются только костюмы и реквизит.
Каждый выпуск состоит из 4-5 импровизационных игр (плюс «Рэп-прожарка»). Гость вместе с актёрами придумывает конкретные задания на игры и контролирует действие на сцене (в зависимости от вида импровизации он даёт новые условия по ходу действия или управляет актёрами напрямую).
Конец выпуска включает игру «Рэп-прожарка», в которой импровизаторы напоминают гостю лучшие моменты игры, и финальное фото, для которого гость за ограниченное время расставляет актёров по сцене и сам встаёт в подходящую позу.

## Актёрский состав
В первом составе на момент съёмки пилотных выпусков были Сергей Матвиенко, Антон Захарьин, Антон Шастун, Арсений Попов, Андрей Андреев и Дмитрий Позов. Постоянными актёрами-импровизаторами с первого эфирного выпуска остаются Арсений Попов, Дмитрий Позов, Сергей Матвиенко и Антон Шастун.
Первым ведущим технических вечеринок был Гавр Гордеев в своем собственном ресторане (2013). Вторым ведущим технических вечеринок был Руслан Белый впоследствии провел 2 пилота (2013—2014), а в третьем ведущим был креативный продюсер Стас Шеминов (2015). Со старта передачи на канале ТНТ 2016 года ведущим шоу «Импровизация» стал Павел Воля. Сейчас шоу «Импровизаторы» ведут сами актёры.

## Сезоны и выпуски

### Импровизация

#### Сезоны
| Сезон | Даты выхода                           | Количество выпусков | Примечания                                                                                       |
| ----- | ------------------------------------- | ------------------- | ------------------------------------------------------------------------------------------------ |
| 1     | 5 февраля — 22 апреля 2016 г.         | 12                  |                                                                                                  |
| 2     | 29 апреля 2016 г. — 26 мая 2017 г.    | 29                  |                                                                                                  |
| 3     | 2 июня 2017 г. — 20 марта 2018 г.     | 36                  |                                                                                                  |
| 4     | 27 марта 2018 г. — 26 февраля 2019 г. | 37                  |                                                                                                  |
| 5     | 26 марта 2019 г. — 2 июня 2020 г.     | 37                  |                                                                                                  |
| 6     | 10 марта 2020 г. — 1 июня 2021 г.     | 42                  | Съёмки сезона были приостановлены из-за пандемии COVID-19 и по причине болезни одного из актёров |
| 7     | 31 августа 2021 г. — 29 июля 2022 г.  | 31                  |                                                                                                  |
| 8     | 1 июля 2022 г. — 6 апреля 2023 г.     | 10                  |                                                                                                  |

#### Выпуски
| Выпуск          | Дата выхода         | Гость выпуска                                                                                       |
| Первый сезон    | Первый сезон        | Первый сезон                                                                                        |
| --------------- | ------------------- | --------------------------------------------------------------------------------------------------- |
| 1               | 5 февраля 2016 г.   | Мигель                                                                                              |
| 2               | 12 февраля 2016 г.  | Ольга Бузова                                                                                        |
| 3               | 19 февраля 2016 г.  | Алексей Чумаков                                                                                     |
| 4               | 26 февраля 2016 г.  | Ляйсан Утяшева                                                                                      |
| 5               | 4 марта 2016 г.     | Джиган                                                                                              |
| 6               | 11 марта 2016 г.    | Юлия Ахмедова                                                                                       |
| 7               | 18 марта 2016 г.    | Тимур Батрутдинов                                                                                   |
| 8               | 25 марта 2016 г.    | Лукерья Ильяшенко                                                                                   |
| 9               | 1 апреля 2016 г.    | Демис Карибидис                                                                                     |
| 10              | 8 апреля 2016 г.    | Марина Кравец                                                                                       |
| 11              | 15 апреля 2016 г.   | Александр Ревва                                                                                     |
| 12              | 22 апреля 2016 г.   | Рома Жёлудь                                                                                         |
| Второй сезон    |                     | |
| 1 (13)          | 29 апреля 2016 г.   | Сати Казанова                                                                                       |
| 2 (14)          | 6 мая 2016 г.       | Дайджест                                                                                            |
| 3 (15)          | 13 мая 2016 г.      | Зоя Бербер                                                                                          |
| 4 (16)          | 20 мая 2016 г.      | Анна Хилькевич                                                                                      |
| 5 (17)          | 27 мая 2016 г.      | Глюк’Oza                                                                                            |
| 6 (18)          | 3 июня 2016 г.      | Ксения Бородина                                                                                     |
| 7 (19)          | 10 июня 2016 г.     | Дайджест                                                                                            |
| 8 (20)          | 2 сентября 2016 г.  | Сергей Светлаков                                                                                    |
| 9 (21)          | 13 января 2017 г.   | Егор Крид                                                                                           |
| 10 (22)         | 20 января 2017 г.   | Влади и Виталия Господарик                                                                          |
| 11 (23)         | 27 января 2017 г.   | Екатерина Скулкина                                                                                  |
| 12 (24)         | 3 февраля 2017 г.   | SEREBRO                                                                                             |
| 13 (25)         | 10 февраля 2017 г.  | Эдгард Запашный                                                                                     |
| 14 (26)         | 17 февраля 2017 г.  | Ёлка                                                                                                |
| 15 (27)         | 24 февраля 2017 г.  | DJ Smash                                                                                            |
| 16 (28)         | 31 декабря 2016 г.  | Новогодний выпуск: Анна Хилькевич, Глюк’Oza, Ксения Бородина, Ольга Бузова, Михаил Галустян, Мигель |
| 17 (29)         | 3 марта 2017 г.     | Дайджест                                                                                            |
| 18 (30)         | 10 марта 2017 г.    | Михаил Галустян                                                                                     |
| 19 (31)         | 17 марта 2017 г.    | Юлия Ковальчук                                                                                      |
| 20 (32)         | 24 марта 2017 г.    | Рома Зверь                                                                                          |
| 21 (33)         | 31 марта 2017 г.    | Антон Беляев и Юлия Беляева                                                                         |
| 22 (34)         | 7 апреля 2017 г.    | Сергей Сафронов                                                                                     |
| 23 (35)         | 14 апреля 2017 г.   | Гарик Мартиросян                                                                                    |
| 24 (36)         | 21 апреля 2017 г.   | Анна Седокова                                                                                       |
| 25 (37)         | 28 апреля 2017 г.   | Азамат Мусагалиев                                                                                   |
| 26 (38)         | 5 мая 2017 г.       | Юлианна Караулова                                                                                   |
| 27 (39)         | 12 мая 2017 г.      | L’One                                                                                               |
| 28 (40)         | 19 мая 2017 г.      | Руслан Белый                                                                                        |
| 29 (41)         | 26 мая 2017 г.      | Дайджест                                                                                            |
| Третий сезон    |                     | |
| 1 (42)          | 2 июня 2017 г.      | Гарик Харламов                                                                                      |
| 2 (43)          | 9 июня 2017 г.      | Тимур Родригез                                                                                      |
| 3 (44)          | 16 июня 2017 г.     | Станислав Ярушин                                                                                    |
| 4 (45)          | 23 июня 2017 г.     | Quest Pistols Show                                                                                  |
| 5 (46)          | 30 июня 2017 г.     | Специальный выпуск (невошедшее в эфир: Егор Крид и Сергей Сафронов)                                 |
| 6 (47)          | 10 августа 2017 г.  | Екатерина Варнава                                                                                   |
| 7 (48)          | 17 августа 2017 г.  | MBAND                                                                                               |
| 8 (49)          | 24 августа 2017 г.  | Александр Незлобин                                                                                  |
| 9 (50)          | 31 августа 2017 г.  | Надежда Сысоева                                                                                     |
| 10 (51)         | 7 сентября 2017 г.  | Александр Гудков                                                                                    |
| 11 (52)         | 14 сентября 2017 г. | Сергей Гореликов                                                                                    |
| 12 (53)         | 21 сентября 2017 г. | Ханна                                                                                               |
| 13 (54)         | 28 сентября 2017 г. | Мот                                                                                                 |
| 14 (55)         | 5 октября 2017 г.   | Дайджест                                                                                            |
| 15 (56)         | 12 октября 2017 г.  | Мария Кравченко                                                                                     |
| 16 (57)         | 19 октября 2017 г.  | Скруджи                                                                                             |
| 17 (58)         | 26 октября 2017 г.  | Ольга Бузова                                                                                        |
| 18 (59)         | 2 ноября 2017 г.    | Дайджест                                                                                            |
| 19 (60)         | 9 ноября 2017 г.    | MOLLY                                                                                               |
| 20 (61)         | 16 ноября 2017 г.   | Катя IOWA                                                                                           |
| 21 (62)         | 21 ноября 2017 г.   | Нурлан Сабуров                                                                                      |
| 22 (63)         | 28 ноября 2017 г.   | Сергей Лазарев                                                                                      |
| 23 (64)         | 5 декабря 2017 г.   | Нюша                                                                                                |
| 24 (65)         | 12 декабря 2017 г.  | Дайджест                                                                                            |
| 25 (66)         | 19 декабря 2017 г.  | Трио «Иванов, Смирнов, Соболев»                                                                     |
| 26 (67)         | 26 декабря 2017 г.  | Елена Исинбаева                                                                                     |
| 27 (68)         | 31 декабря 2017 г.  | Новогодний выпуск: Сергей Лазарев, Нюша, L’One, Тимур Родригез, Павел Воля                          |
| 28 (69)         | 23 января 2018 г.   | Дайджест                                                                                            |
| 29 (70)         | 30 января 2018 г.   | Дайджест                                                                                            |
| 30 (71)         | 6 февраля 2018 г.   | Арарат Кещян                                                                                        |
| 31 (72)         | 13 февраля 2018 г.  | Сергей Жуков                                                                                        |
| 32 (73)         | 20 февраля 2018 г.  | Евгений Кулик                                                                                       |
| 33 (74)         | 27 февраля 2018 г.  | Дайджест                                                                                            |
| 34 (75)         | 6 марта 2018 г.     | Слава Комиссаренко                                                                                  |
| 35 (76)         | 13 марта 2018 г.    | Регина Тодоренко                                                                                    |
| 36 (77)         | 20 марта 2018 г.    | Дайджест                                                                                            |
| Четвёртый сезон |                     | |
| 1 (78)          | 27 марта 2018 г.    | Егор Крид                                                                                           |
| 2 (79)          | 3 апреля 2018 г.    | Юлия Франц                                                                                          |
| 3 (80)          | 10 апреля 2018 г.   | Максим Фадеев                                                                                       |
| 4 (81)          | 17 апреля 2018 г.   | Николай Соболев                                                                                     |
| 5 (82)          | 24 апреля 2018 г.   | Дайджест                                                                                            |
| 6 (83)          | 8 мая 2018 г.       | Марина Кравец и Андрей Аверин                                                                       |
| 7 (84)          | 15 мая 2018 г.      | Александр Панайотов                                                                                 |
| 8 (85)          | 22 мая 2018 г.      | Алексей Щербаков                                                                                    |
| 9 (86)          | 29 мая 2018 г.      | Олег Майами                                                                                         |
| 10 (87)         | 5 июня 2018 г.      | Дайджест                                                                                            |
| 11 (88)         | 26 июня 2018 г.     | Ида Галич и Мария Миногарова                                                                        |
| 12 (89)         | 3 июля 2018 г.      | Jah Khalib                                                                                          |
| 13 (90)         | 21 августа 2018 г.  | Екатерина Варнава и Надежда Сысоева                                                                 |
| 14 (91)         | 28 августа 2018 г.  | Иван Абрамов                                                                                        |
| 15 (92)         | 4 сентября 2018 г.  | Владимир Селиванов и Валентина Мазунина                                                             |
| 16 (93)         | 11 сентября 2018 г. | Стас Старовойтов                                                                                    |
| 17 (94)         | 18 сентября 2018 г. | Екатерина Решетникова и Игорь Рудник                                                                |
| 18 (95)         | 25 сентября 2018 г. | Дайджест                                                                                            |
| 19 (96)         | 2 октября 2018 г.   | Заур Байцаев и Михаил Стогниенко                                                                    |
| 20 (97)         | 9 октября 2018 г.   | Александра Бортич                                                                                   |
| 21 (98)         | 16 октября 2018 г.  | Feduk                                                                                               |
| 22 (99)         | 23 октября 2018 г.  | Дмитрий Губерниев                                                                                   |
| 23 (100)        | 30 октября 2018 г.  | «Студия Союз»                                                                                       |
| 24 (101)        | 6 ноября 2018 г.    | Дайджест                                                                                            |
| 25 (102)        | 13 ноября 2018 г.   | Ольга Бузова                                                                                        |
| 26 (103)        | 20 ноября 2018 г.   | Егор Дружинин                                                                                       |
| 27 (104)        | 27 ноября 2018 г.   | Terry и DanyMuse                                                                                    |
| 28 (105)        | 6 декабря 2018 г.   | Амиран Сардаров                                                                                     |
| 29 (106)        | 13 декабря 2018 г.  | Дайджест                                                                                            |
| 30 (107)        | 20 декабря 2018 г.  | Кристина Кошелева и Хабиб                                                                           |
| 31 (108)        | 27 декабря 2018 г.  | Сергей Лазарев                                                                                      |
| 32 (109)        | 31 декабря 2018 г.  | Новогодний выпуск: Jah Khalib, Terry, Екатерина Варнава, «Студия Союз», Стас Старовойтов            |
| 33 (110)        | 29 января 2019 г.   | Александр Шепс                                                                                      |
| 34 (111)        | 5 февраля 2019 г.   | Яна Кошкина                                                                                         |
| 35 (112)        | 12 февраля 2019 г.  | Настя Ивлеева                                                                                       |
| 36 (113)        | 19 февраля 2019 г.  | Дайджест                                                                                            |
| 37 (114)        | 26 февраля 2019 г.  | Дайджест                                                                                            |
| Пятый сезон     |                     | |
| 1 (115)         | 26 марта 2019 г.    | Александр Ревва                                                                                     |
| 2 (116)         | 2 апреля 2019 г.    | Юлианна Караулова                                                                                   |
| 3 (117)         | 9 апреля 2019 г.    | Максим Галкин                                                                                       |
| 4 (118)         | 16 апреля 2019 г.   | Мот                                                                                                 |
| 5 (119)         | 23 апреля 2019 г.   | Иван Дорн                                                                                           |
| 6 (120)         | 30 апреля 2019 г.   | Дайджест                                                                                            |
| 7 (121)         | 7 мая 2019 г.       | Наталья Еприкян                                                                                     |
| 8 (122)         | 14 мая 2019 г.      | Анна Хилькевич                                                                                      |
| 9 (123)         | 21 мая 2019 г.      | Тима Белорусских                                                                                    |
| 10 (124)        | 28 мая 2019 г.      | Тимур Батрутдинов                                                                                   |
| 11 (125)        | 4 июня 2019 г.      | Александр Гудков                                                                                    |
| 12 (126)        | 27 августа 2019 г.  | Ляйсан Утяшева                                                                                      |
| 13 (127)        | 3 сентября 2019 г.  | Баста                                                                                               |
| 14 (128)        | 10 сентября 2019 г. | PLC и Максим Свобода                                                                                |
| 15 (129)        | 17 сентября 2019 г. | Илья Соболев                                                                                        |
| 16 (130)        | 1 октября 2019 г.   | Азамат Мусагалиев                                                                                   |
| 17 (131)        | 8 октября 2019 г.   | Олег Газманов                                                                                       |
| 18 (132)        | 15 октября 2019 г.  | Валерия и Иосиф Пригожин                                                                            |
| 19 (133)        | 22 октября 2019 г.  | Мария Кравченко и Екатерина Скулкина                                                                |
| 20 (134)        | 5 ноября 2019 г.    | Manizha                                                                                             |
| 21 (135)        | 12 ноября 2019 г.   | Елена Темникова                                                                                     |
| 22 (136)        | 19 ноября 2019 г.   | Мигель                                                                                              |
| 23 (137)        | 26 ноября 2019 г.   | Алексей Ягудин                                                                                      |
| 24 (138)        | 10 декабря 2019 г.  | Слава Комиссаренко и Алексей Щербаков                                                               |
| 25 (139)        | 17 декабря 2019 г.  | Вадим Галыгин                                                                                       |
| 26 (140)        | 24 декабря 2019 г.  | Александра Бортич                                                                                   |
| 27 (141)        | 31 декабря 2019 г.  | Новогодний выпуск: Елена Темникова и Илья Соболев                                                   |
| 28 (142)        | 4 февраля 2020 г.   | Анна Седокова                                                                                       |
| 29 (143)        | 11 февраля 2020 г.  | Ирина Мягкова и Зоя Яровицына                                                                       |
| 30 (144)        | 18 февраля 2020 г.  | L’One                                                                                               |
| 31 (145)        | 25 февраля 2020 г.  | Джиган                                                                                              |
| 32 (146)        | 11 июня 2019 г.     | Дайджест                                                                                            |
| 33 (147)        | 24 сентября 2019 г. | Дайджест                                                                                            |
| 34 (148)        | 29 октября 2019 г.  | Дайджест                                                                                            |
| 35 (149)        | 3 декабря 2019 г.   | Дайджест                                                                                            |
| 36 (150)        | 3 марта 2019 г.     | Дайджест                                                                                            |
| 37 (151)        | 2 июня 2020 г.      | Дайджест                                                                                            |
| Шестой сезон    |                     | |
| 1 (152)         | 10 марта 2020 г.    | Полина Гагарина                                                                                     |
| 2 (153)         | 17 марта 2020 г.    | Ёлка                                                                                                |
| 3 (154)         | 24 марта 2020 г.    | Стас Старовойтов                                                                                    |
| 4 (155)         | 31 марта 2020 г.    | Демис Карибидис                                                                                     |
| 5 (156)         | 7 апреля 2020 г.    | Matrang                                                                                             |
| 6 (157)         | 21 апреля 2020 г.   | Алексей Чумаков и Юлия Ковальчук                                                                    |
| 7 (158)         | 28 апреля 2020 г.   | Антон Криворотов                                                                                    |
| 8 (159)         | 5 мая 2020 г.       | Евгений Чебатков, Павел Дедищев, Артём Винокур, Гурам Амарян                                        |
| 9 (160)         | 12 мая 2020 г.      | Zivert                                                                                              |
| 10 (161)        | 19 мая 2020 г.      | Денис Дорохов и Александр Пташенчук                                                                 |
| 11 (162)        | 22 сентября 2020 г. | Алексей Щербаков                                                                                    |
| 12 (163)        | 29 сентября 2020 г. | Ольга Бузова                                                                                        |
| 13 (164)        | 6 октября 2020 г.   | Jony                                                                                                |
| 14 (165)        | 13 октября 2020 г.  | Дмитрий Шепелев                                                                                     |
| 15 (166)        | 27 октября 2020 г.  | Дмитрий Хрусталёв                                                                                   |
| 16 (167)        | 3 ноября 2020 г.    | Дмитрий Губерниев                                                                                   |
| 17 (168)        | 10 ноября 2020 г.   | Алексей Смирнов                                                                                     |
| 18 (169)        | 17 ноября 2020 г.   | Анна Седокова                                                                                       |
| 19 (170)        | 24 ноября 2020 г.   | Азамат Мусагалиев                                                                                   |
| 20 (171)        | 2 марта 2021 г.     | Тимур Батрутдинов                                                                                   |
| 21 (172)        | 9 марта 2021 г.     | Нурлан Сабуров                                                                                      |
| 22 (173)        | 16 марта 2021 г.    | Митя Фомин                                                                                          |
| 23 (174)        | 23 марта 2021 г.    | Niletto                                                                                             |
| 24 (175)        | 6 апреля 2021 г.    | Сергей Лазарев                                                                                      |
| 25 (176)        | 13 апреля 2021 г.   | Ида Галич                                                                                           |
| 26 (177)        | 20 апреля 2021 г.   | Елена Темникова                                                                                     |
| 27 (178)        | 27 апреля 2021 г.   | Регина Тодоренко и Влад Топалов                                                                     |
| 28 (179)        | 11 мая 2021 г.      | Клава Кока                                                                                          |
| 29 (180)        | 18 мая 2021 г.      | Марина Федункив                                                                                     |
| 30 (181)        | 25 мая 2021 г.      | Иван Абрамов                                                                                        |
| 31 (182)        | 14 апреля 2020 г.   | Дайджест                                                                                            |
| 32 (183)        | 26 мая 2020 г.      | Дайджест                                                                                            |
| 33 (184)        | 20 октября 2020 г.  | Дайджест                                                                                            |
| 34 (185)        | 1 декабря 2020 г.   | Дайджест                                                                                            |
| 35 (186)        | 30 марта 2021 г.    | Дайджест                                                                                            |
| 36 (187)        | 1 июня 2021 г.      | Карина Кросс                                                                                        |
| 37 (188)        | 12 января 2021 г.   | Дайджест                                                                                            |
| 38 (189)        | 19 января 2021 г.   | Дайджест                                                                                            |
| 39 (190)        | 26 января 2021 г.   | Дайджест                                                                                            |
| 40 (191)        | 2 февраля 2021 г.   | Дайджест                                                                                            |
| 41 (192)        | 9 февраля 2021 г.   | Дайджест                                                                                            |
| 42 (193)        | 16 февраля 2021 г.  | Дайджест                                                                                            |
| Седьмой сезон   |                     | |
| 1 (194)         | 31 августа 2021 г.  | Денис Дорохов                                                                                       |
| 2 (195)         | 7 сентября 2021 г.  | Тимур Родригез                                                                                      |
| 3 (196)         | 14 сентября 2021 г. | Ирина Мягкова                                                                                       |
| 4 (197)         | 21 сентября 2021 г. | MARUV                                                                                               |
| 5 (198)         | 5 октября 2021 г.   | Михаил Галустян                                                                                     |
| 6 (199)         | 12 октября 2021 г.  | Евгений Чебатков                                                                                    |
| 7 (200)         | 19 октября 2021 г.  | Вячеслав Чепурченко и Вадим Дубровин                                                                |
| 8 (201)         | 26 октября 2021 г.  | L’One                                                                                               |
| 9 (202)         | 9 ноября 2021 г.    | Константин Ивлев                                                                                    |
| 10 (203)        | 16 ноября 2021 г.   | Павел Дедищев                                                                                       |
| 11 (204)        | 23 ноября 2021 г.   | Марина Кравец                                                                                       |
| 12 (205)        | 30 ноября 2021 г.   | Валентина Рубцова                                                                                   |
| 13 (206)        | 14 декабря 2021 г.  | Юрий Музыченко                                                                                      |
| 14 (207)        | 21 декабря 2021 г.  | Станислав Ярушин                                                                                    |
| 15 (208)        | 28 декабря 2021 г.  | Новогодний выпуск: Ольга Бузова, Анна Хилькевич, Ида Галич и Регина Тодоренко                       |
| 16 (209)        | 25 января 2022 г.   | Ляйсан Утяшева                                                                                      |
| 17 (210)        | 1 февраля 2022 г.   | HammAli & Navai                                                                                     |
| 18 (211)        | 8 февраля 2022 г.   | Анатолий Цой                                                                                        |
| 19 (212)        | 15 февраля 2022 г.  | Юлия Барановская                                                                                    |
| 20 (213)        | 1 марта 2022 г.     | Даня Милохин                                                                                        |
| 21 (214)        | 8 марта 2022 г.     | Глюк’Oza                                                                                            |
| 22 (215)        | 15 марта 2022 г.    | Айдар Гараев и Виктор Щетков                                                                        |
| 23 (216)        | 22 марта 2022 г.    | Антон Комолов                                                                                       |
| 24 (217)        | 28 сентября 2021 г. | Дайджест                                                                                            |
| 25 (218)        | 2 ноября 2021 г.    | Дайджест                                                                                            |
| 26 (219)        | 7 декабря 2021 г.   | Дайджест                                                                                            |
| 27 (220)        | 11 января 2022 г.   | Дайджест                                                                                            |
| 28 (221)        | 18 января 2022 г.   | Дайджест                                                                                            |
| 29 (222)        | 1 марта 2022 г.     | Дайджест                                                                                            |
| 30 (223)        | 22 июля 2022 г.     | Дайджест                                                                                            |
| 31 (224)        | 29 июля 2022 г.     | Дайджест                                                                                            |
| Восьмой сезон   |                     | |
| 1 (225)         | 1 июля 2022 г.      | Роман Каграманов                                                                                    |
| 2 (226)         | 8 июля 2022 г.      | Андрей Бебуришвили                                                                                  |
| 3 (227)         | 15 июля 2022 г.     | Дима Масленников                                                                                    |
| 4 (228)         | 22 июля 2022 г.     | Виктор Комаров                                                                                      |
| 5 (229)         | 30 октября 2022 г.  | Юрий Гальцев                                                                                        |
| 6 (230)         | 6 ноября 2022 г.    | Варвара Щербакова                                                                                   |
| 7 (231)         | 13 ноября 2022 г.   | Егор Крид                                                                                           |
| 8 (232)         | 20 ноября 2022 г.   | Ксения Бородина                                                                                     |
| 9 (233)         | 27 ноября 2022 г.   | Мигель                                                                                              |
| 10 (234)        | 6 апреля 2023 г.    | Виктория Складчикова                                                                                |

### Импровизаторы

#### Сезоны
| Сезон | Даты выхода                     | Количество выпусков | Примечания |
| ----- | ------------------------------- | ------------------- | ---------- |
| 1     | 16 марта — 3 июня 2023 г.       | 12                  |            |
| 2     | 15 сентября — 10 ноября 2023 г. | 9                   |            |
| 3     | 29 марта — 24 мая 2024 г.       | 9                   |            |
| 4     | 26 октября — 21 декабря 2024 г. | 9                   |            |

#### Выпуски
| Выпуск          | Дата выхода                                           | Гость выпуска        |
| Первый сезон    | Первый сезон                                          | Первый сезон         |
| --------------- | ----------------------------------------------------- | -------------------- |
| 1               | 16 марта 2023 г.                                      | Регина Тодоренко     |
| 2               | 23 марта 2023 г.                                      | Александр Рогов      |
| 3               | 30 марта 2023 г.                                      | Хабиб                |
| 4               | 6 апреля 2023 г.                                      | Дима Масленников     |
| 5               | 14 апреля 2023 г.                                     | Айдар Гараев         |
| 6               | 21 апреля 2023 г.                                     | Ида Галич            |
| 7               | 28 апреля 2023 г.                                     | DAVA                 |
| 8               | 5 мая 2023 г.                                         | Ксения Корнева       |
| 9               | 12 мая 2023 г.                                        | Митя Фомин           |
| 10              | 19 мая 2023 г.                                        | Люся Чеботина        |
| 11              | 26 мая 2023 г.                                        | Илья Макаров         |
| 12              | 2 июня 2023 г.                                        | Юлианна Караулова    |
| Второй сезон    |                                                       |                      |
| 1 (13)          | 15 сентября 2023 г.                                   | Андрей Рожков        |
| 2 (14)          | 22 сентября 2023 г.                                   | Екатерина Волкова    |
| 3 (15)          | 29 сентября 2023 г.                                   | Леонид Слуцкий       |
| 4 (16)          | 6 октября 2023 г.                                     | Александр Белькович  |
| 5 (17)          | 13 октября 2023 г.                                    | Мария Киселёва       |
| 6 (18)          | 20 октября 2023 г.                                    | ST                   |
| 7 (19)          | 27 октября 2023 г.                                    | Роман Постовалов     |
| 8 (20)          | 3 ноября 2023 г.                                      | Валя Карнавал        |
| 9 (21)          | 10 ноября 2023 г.                                     | Сергей Сафронов      |
| Третий сезон    |                                                       |                      |
| 1 (22)          | 29 марта 2024 г.                                      | Юлия Михалкова       |
| 2 (23)          | 5 апреля 2024 г.                                      | Юлия Гаврилина       |
| 3 (24)          | 12 апреля 2024 г.                                     | Мигель               |
| 4 (25)          | 19 апреля 2024 г.                                     | Алла Михеева         |
| 5 (26)          | 27 апреля 2024 г.                                     | Катя IOWA            |
| 6 (27)          | 3 мая 2024 г.                                         | Магомед Муртазаалиев |
| 7 (28)          | 10 мая 2024 г.                                        | Валерия Астапова     |
| 8 (29)          | 17 мая 2024 г.                                        | Эльдар Джарахов      |
| 9 (30)          | 24 мая 2024 г.                                        | Марина Федункив      |
| Четвёртый сезон |                                                       |                      |
| 1 (31)          | 26 октября 2024 г. (Интернет) 10 ноября 2024 г. (ТВ)  | Полина Гагарина      |
| 2 (32)          | 3 ноября 2024 г. (Интернет) 17 ноября 2024 г. (ТВ)    | Ваня Дмитриенко      |
| 3 (33)          | 9 ноября 2024 г. (Интернет) 24 ноября 2024 г. (ТВ)    | Анфиса Чехова        |
| 4 (34)          | 16 ноября 2024 г. (Интернет) 1 декабря 2024 г. (ТВ)   | Ирина Горбачева      |
| 5 (35)          | 23 ноября 2024 г. (Интернет) 8 декабря 2024 г. (ТВ)   | Прохор Шаляпин       |
| 6 (36)          | 30 ноября 2024 г. (Интернет) 15 декабря 2024 г. (ТВ)  | Ольга Кузьмина       |
| 7 (37)          | 7 декабря 2024 г. (Интернет) 22 декабря 2024 г. (ТВ)  | Владимир Маркони     |
| 8 (38)          | 14 декабря 2024 г. (Интернет) 29 декабря 2024 г. (ТВ) | Нюша                 |
| 9 (39)          | 21 декабря 2024 г. (Интернет) 5 января 2025 г. (ТВ)   | Вадим Галыгин        |

## Реакция
Со слов журналистов и зрителей, побывавших на съёмках первых эпизодов «Импровизации», от программы «повеяло новизной, свежачком». Очевидцы подтвердили ощущения от телеэфиров, поэтому программа стала часто выходить в эфир. С момента выхода рейтинг программы стабильно держится в группе лидеров в возрастной категории от 14 до 44 лет. Благодаря программе жанр импровизационной комедии всего за несколько лет вырос в целое движение, захватившее всю страну.